# سلم الخاسر
سلم بن عمرو بن حماد الخاسر (؟ - 186 هـ) من شعراء العصر العباسي وأحد موالي الخليفة أبو بكر الصديق.

## نسبه ومولده
هو سَلْمُ بن عمرو بن حمّاد، مولى بني تيم بن مرة، ثم مولى أبي بكر الصديق، أحد شعراء العصر العباسي الأول ولد في البصرة وفيها نشأ. ولم يتفق الرواة على تاريخ محدد لمولده. عاش فترة في بغداد وكان من المقربين لكثير من الولاة والخلفاء العباسيين.واشتهر بمجونه ولهوه، وتوفي سنة 186 هـ.

## أصل تلقيبه بالخاسر
قيل في سبب تسميته بالخاسر أنه باع مصحفاً كان ورثه عن أبيه واشترى بثمنه طنبوراً، أو دفتر شعر، وقد فعل ذلك مجوناً، مع أنه لم يكن رديء الدين. وقيل إنه ورث عن أبيه مالا أنفقه ولم يبقِ منه شيئاً فلقبوه بالخاسر.
وقد اشار إلى سبب تسميته بالخاسر أبو الفرج الأصفهاني في كتابه الأغاني فقال: أخبرني الحسن بن علي، قال: حدثني محمد بن القاسم بن مهرويه، قال: حدثني علي بن الحسن الواسطي، قال: حدثني أبو عمرو سعيد بن الحسن الباهلي الشاعر، قال: لما مات عمرو أبو سلم الخاسر اقتسموا ميراثه، فوقع في قسط سلم مصحف، فرده وأخذ مكانه دفاتر شعر كانت عند أبيه، فلقب الخاسر بذلك.

## شعره ومعرفته
هو أحد تلاميذ بشار بن برد (ت167هـ)وتكاد آراء النقاد تجمع على أنه احتذى مذهب بشار في السهولة والأناقة والرشاقة ولين النسيج اللغوي. وقد اعترف سلم نفسه بتلمذته على بشار قائلاً: إنه تبع لبشار، ولا ينطق إلا بفضل منطقه. له ديوان شعر مطبوع بتحقيق محمد يوسف نجم. وكان سلم من المطبوعين المجيدين، كثير البدائع والروائع في شعره، مزّاحاً لطيفاً، مدّاحاً للملوك والأشراف، وكانوا يجزلون له في الثواب والعطية، فيأخذ الكثير وينفقه على إخوانه وغيرهم من أهل الأدب. وكان صديقاً لإبراهيم الموصلي (ت 188هـ)، وأبي العتاهية(ت211هـ). قبل أن يتوب ويزهد في الدنيا.وقيل بأنه كان أعرف شعراء عصره بالشعر الجاهلي.

## نماذج من شعره
من ابرز أبيات سلم الشعرية بينته الذي صار مثلا تتداوله الالسن الذي يقول فيه:
وهو بيت اصله لبشار، حيث يقول :
                       
وقد تنبأ بشار بأن بيت سلم سينال الشهرة بينما سينسى الناس بيته فقال" ذهب والله بيتي"
وقد روى الأصفهاني قصة هذين البيتين فقال:
أخبرني عمي، قال: أنبأنا عبد الله بن أبي سعد، قال: حدثني أحمد بن صالح المؤدب، وأخبرنا يحيى بن علي بن يحيى إجازة، قال: حدثني أبي، عن أحمد بن صالح، قال: قال بشار بن برد:
قال: فقال سلم الخاسر أبياتا، ثم أخذ معنى هذا البيت، فسلخه، وجعله في قوله:
فبلغ بيته بشارا، فغضب واستشاط، وحلف ألا يدخل إليه، ولا يفيده ولا ينفعه ما دام حيا فاستشفع إليه بكل صديق له، وكل من يثقل عليه رده، فكلموه فيه، فقال: أدخلوه إلي، فأدخلوه إليه فاستدناه، ثم قال: إيه يا سلم، من الذي يقول:
قال: أنت يا أبا معاذ، قد جعلني الله فداءك! قال: فمن الذي يقول:
قال: تلميذك، وخريجك، وعبدك يا أبا معاذ، فاجتذبه إليه، وقنعه بمخصرة كانت في يده ثلاثا، وهو يقول: لا أعود يا أبا معاذ إلى ما تنكره، ولا آتي شيئا تذمه، إنما أنا عبدك، وتلميذك، وصنيعتك.
وعلى الرغم من هذه الموهبة فلا يصنف النقاد سلما الخاسر من شعراء الطبقة الأولى في العصر العباسي بل يضعونه في مرتبة اقل من فحول ذلك العصر كالمتنبي وبشار بن برد و أبي نواس وغيرهم.